# Біла Жондова
Біла Жондова (пол. Biała Rządowa) — село в Польщі, у гміні Біла Велюнського повіту Лодзинського воєводства.
Населення — 724 особи (2011).

## Демографія
Демографічна структура станом на 31 березня 2011 року:
|          | Загалом | Допрацездатний вік | Працездатний вік | Постпрацездатний вік |
| -------- | ------- | ------------------ | ---------------- | -------------------- |
| Чоловіки | 348     | 78                 | 236              | 34                   |
| Жінки    | 376     | 65                 | 221              | 90                   |
| Разом    | 724     | 143                | 457              | 124                  |